# Fanny Elssler

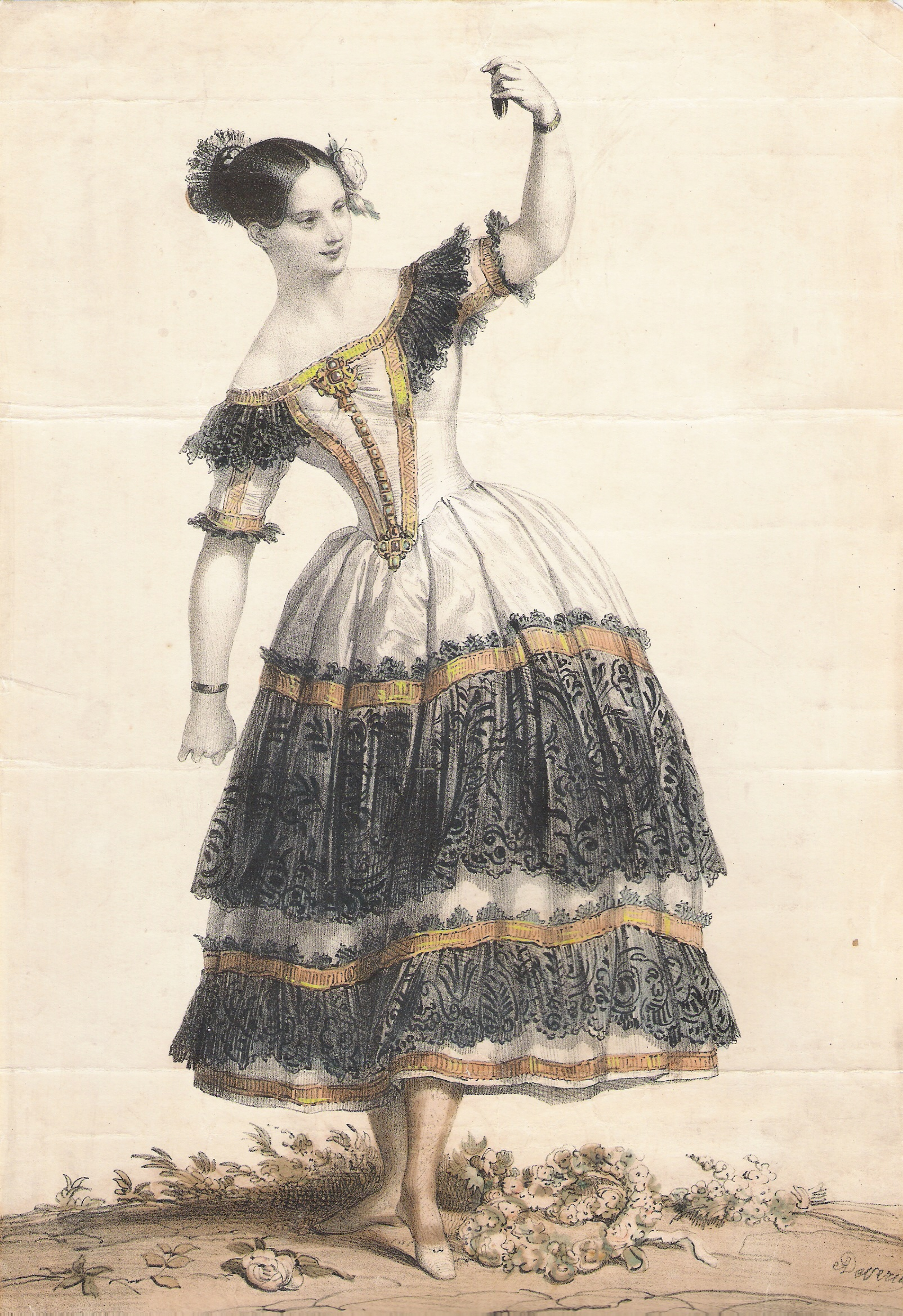
Fanny Elssler como Florinda en la danza La Cachucha de Le Diable boiteux (El diablo cojuelo), París 1836.

Fanny Elssler nació el 23 de junio de 1810 en Viena y falleció el 27 de noviembre de 1884 también en Viena (actual Austria). Fue una bailarina y coreógrafa austriaca.
Tras estudiar en su ciudad natal debutó en 1834 y paseó por los principales escenarios europeos. Ganó fama por la delicadeza de su danza y se la considera una de las más grandes bailarinas de todas las épocas.
Puso en práctica por primera vez en el ballet la adaptación dramática de bailes folclóricos, conocida después como character dance. Entre 1840 y 1842 recorrió los Estados Unidos recibiendo mucha aclamación y regresó al Viejo Continente para retirarse en Viena el año de 1851.

## Vida personal y trayectoria artística

### Familia
Su padre, José Luis Fernando, fue el asistente y copista de José Haydn, también cuidó de Haydn como ayuda de cámara durante unos veinte años hasta su muerte (1809). La madre de Fanny, Teresa, de soltera Prinster, era cortadora de harina. La hermana de Fanny, Teresa (1808-1878), que se casó con el príncipe Adalberto de Prusia en 1840 en matrimonio morganático, también fue bailarina y a menudo la acompañó en sus giras. La hermana mayor, Ana (1804-1863), fue actriz en el Kärntnertor-Theater. También tuvo dos hermanos, Juan, el cual fue director de coro en la Ópera de Berlín, y José, que fue monje en un monasterio franciscano.

### Formación
Haydn envió a las dos hijas más pequeñas de su ayuda de cámara, Fanny y Teresa, a estudiar ballet con Federico Horschelt, y más tarde con Juan Aumer, el maestro de ballet del Kärntnertortheater en Viena. De niñas, Fanny, Ana y Teresa Elßler formaron parte del famoso ballet infantil de la época de Federico Horschelt, que, sin embargo, se disolvió en 1821 porque se vio envuelta en un escándalo relacionado con algunos pedófilos libertinos que habían intentado acercarse a los niños - no se sabe si las hermanas Elssler también fueron víctimas de estos abusos. Posteriormente (¿o ya desde 1817?), las dos niñas se formaron en el elegante estilo francés en la escuela de ballet del Wiener Hoftheater, entre otros con Jean-Pierre Aumer, y donde Felipe Taglioni era el maestro de ballet. En 1824, el famoso empresario Domenico Barbaja se llevó a Fanny, que sólo tenía 14 años, y a Teresa, dos años mayor a Nápoles, donde se perfeccionaron con Gaetano Gioia, y donde Fanny, en particular, desarrolló sus más tarde elogiadas cualidades mímicas.

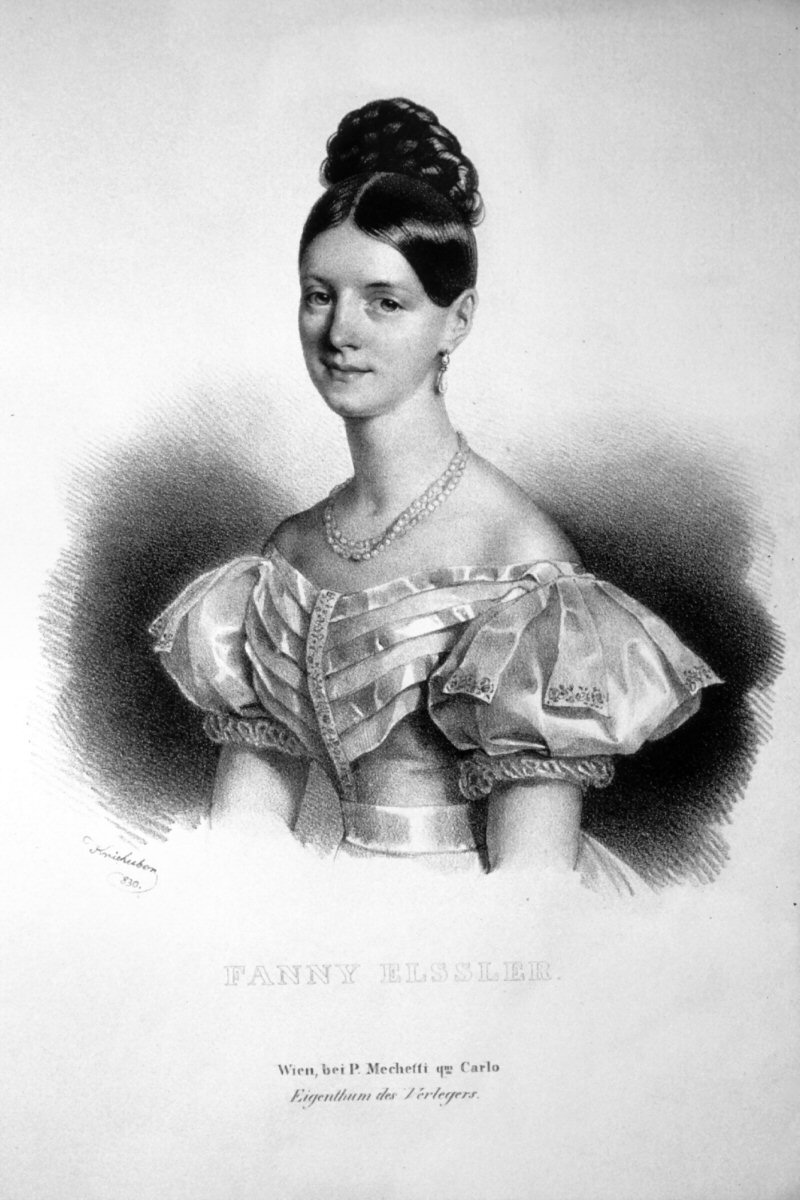
Fanny Elßler, litografía de Joseph Kriehuber, 1830

Famosa también por su belleza y encanto, Fanny Elssler mantuvo varias relaciones extramatrimoniales, sobre todo en su juventud, con hombres, algunos de ellos de alta posición, como era bastante común entre las bailarinas y actrices de su época. Sin embargo, no se han aclarado todos los detalles de su vida privada. Ya en Nápoles, la joven bailarina conoció a Leopoldo de Borbón-Dos Sicilias, príncipe de Salerno e hijo menor del rey Fernando I de las Dos Sicilias, el cual estaba casado con una hija del emperador Francisco I de Austria, pero cuyo matrimonio era infeliz. Fanny y Leopoldo se convirtieron en amantes y ella quedó embarazada, regresando a Viena y dando a luz a su hijo Francisco Roberto Javier Elssler en junio de 1827 (es decir, con apenas 17 años), al que puso en acogida infantil, ya que un hijo ilegítimo se habría interpuesto en su carrera. Francisco creció en Eisenstadt y se suicidó en 1873. En 1830 fueron contratadas en Berlín las hermanas Elssler, donde tuvieron su primera actuación pública.

### Trayectoria

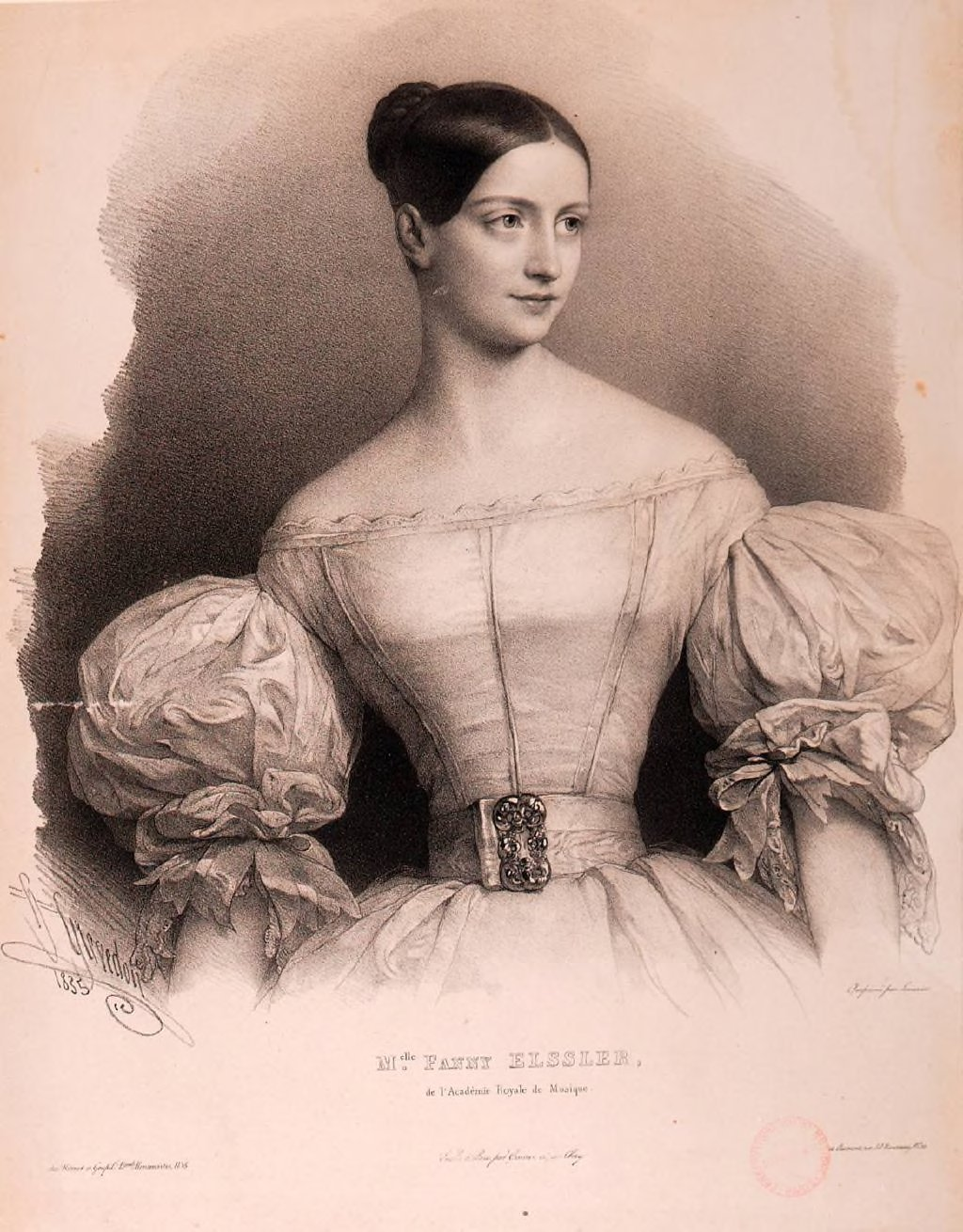
Fanny Elßler, hacia 1835.

Profesionalmente, Elssler no tuvo especial éxito en Viena al principio, pero su ascenso hasta convertirse en una de las bailarinas más célebres de todos los tiempos comenzó en 1830 durante su estancia en Berlín, donde fue promocionada, entre otros, por Rahel Varnhagen.
El año anterior, Fanny, de 19 años, había conocido a Friedrich von Gentz, secretario de Metternich, 46 años mayor que ella, y con quien mantuvo una estrecha relación desde 1830 hasta la muerte de Gentz en 1832. Él volvió a desarrollar todo su arte para Fanny con el fin de ganar dinero, la animó en lo que pudo y la colmó de regalos. También asumió el papel de mentor y se esforzó por educarla, enseñándole francés y alemán correcto, haciéndola leer libros y presentándole a personas influyentes. Fanny le correspondió con un afecto sincero y profundo, que se desprende claramente de las cartas que han sobrevivido. Tras el fin de su carrera política, Gentz se retiró con Elßler a su pequeño castillo de Weinhaus. Vivió allí con él hasta su muerte, el 9 de junio de 1832.
Una relación que a veces se sospecha, sobre todo en la literatura más antigua, con el duque de Reichstadt -hijo de Napoleón Bonaparte y María Luisa de Austria- no puede probarse y, según Doublier, es "ficticia".
En 1833, uno de sus exitosos "viajes artísticos" la llevó a Londres. En 1833, las hermanas Teresa y Fanny se estrenaron en el Her Majesty's Theatre de Londres, donde Teresa inició su carrera coreográfica. En privado, Fanny dio a luz allí a otro vástago ilegítimo: una hija llamada Teresa (nacida el 26 de octubre de 1833; fallecida el 18 de julio de 1870), cuyo padre a veces se cree que fue el bailarín Antonio Stuhlmüller. La niña creció en la familia del diputado británico Grote.
Tras tres meses intensivos de preparación junto al maestro Augusto Vestris, Elssler apareció con el Ballet del Teatro de la Academia Real de Música en 1834 (hoy conocido como Ballet de la Ópera de París) donde se contaba con la presencia de María Taglioni.
Elssler y Taglioni eran bailarinas diferentes. El estilo de Elssler, más rápido y terrenal que el de la volátil Taglioni, fue ganando su triunfo en París.
Destacó en su actuación de la Cachucha a pesar de que ella no fuese española, ya que sus actuaciones estaban llenas de fuego y vida sensual. El triunfo de Elssler y la Cachucha llevaron al interés de más bailes coreográficos de sabor nacional. Se hicieron muy populares y la propia Elssler agregó una cracovienne polaca (Krakowiak) y una tarantela italiana a su repertorio.
La habilidad técnica no era lo único que destacaba en Elssler, su habilidad para actuar dramáticamente era excepcional. Esto le valió a Elssler un lugar entre las bailarinas más talentosas y notables del período del ballet romántico.
Entre 1834 y 1840, Fanny Elßler estuvo comprometida en París y casada durante un tiempo con el director de la Ópera de París, Luis Désiré Véron. Allí rivalizó directamente con María Taglioni, aunque las dos encarnaban dos ideales totalmente distintos del ballet romántico: Taglioni era la encarnación de la etérea y frágil bailarina que bailaba en puntas en ballets como La Sylphide', mientras que Elssler, a pesar de su célebre gracia, era más bien una bailarina apasionada, sensual y coqueta, con los pies en la tierra. En consecuencia, los números del tren de Elssler incluían especialmente danzas nacionales como Polka, Krakowiak y su famosa Cachucha, que bailó por primera vez en el ballet Le diable boiteux ("El diablo cojuelo") y con la que literalmente "hizo girar las cabezas" de los públicos de todo el mundo a partir de 1836. Sobre esto escribió M. G. Saphir:

Fanni Elßler baila la Cachucha con los pies, con los ojos, con la boca, con mil sonrisas, con millones de comentarios graciosos, con millones de dulces glosas marginales; eso es la Cachucha y se podría decir que la Cachucha baila a través de la Elßler.

En 1837, debutó como Lisa en la versión de Aumer y Hérold de La fille mal gardée; se escribió especialmente para ella un nuevo pas de deux con melodías de su ópera favorita L'elisir d'amore. (de Donizetti). Otros papeles estelares en su repertorio incluyeron los papeles principales en los ballets La Somnambule, Nathalie ou la laitière suisse y Cendrillon; pudo demostrar su gran talento interpretativo como la muda Fenella en la ópera de Auber La Muette de Portici'.

Fanny Elssler, litografía de Endicott a partir de Henry Inman, 1841.

De 1840 a 1842, Fanny Elssler fue la primera artista europea en embarcarse en lo que entonces era una gira bastante atrevida y ardua por Norteamérica y Cuba, junto a su partenaire y maestro James Sylvain, su prima Kathi Prinsten y su patrocinador americano Henry Wikoff; donde realizó un total de casi 200 actuaciones, entre ellas 21 galas benéficas. Recibió una aclamación sin precedentes en el extranjero, ganó una fortuna de 742 000 francos y se convirtió en un modelo a seguir para varias otras artistas femeninas, a saber, cantantes como Laure Cinti- Damoreau y Jenny Lind que realizaron giras similares después de ella. En Estados Unidos, Elssler estuvo acompañada por su prima Catalina Prinster (1811–1885), quién informó sobre los éxitos triunfales de Fanny en numerosas cartas y siguió siendo su confidente hasta el final de su vida. Elssler tuvo un gran éxito actuando en las principales ciudades americanas, por el cual amplió el permiso concedido por la Opéra de París durante un año más. Esto le llevó a la ruptura final del contrato y el desembolso de una gran suma de dinero.

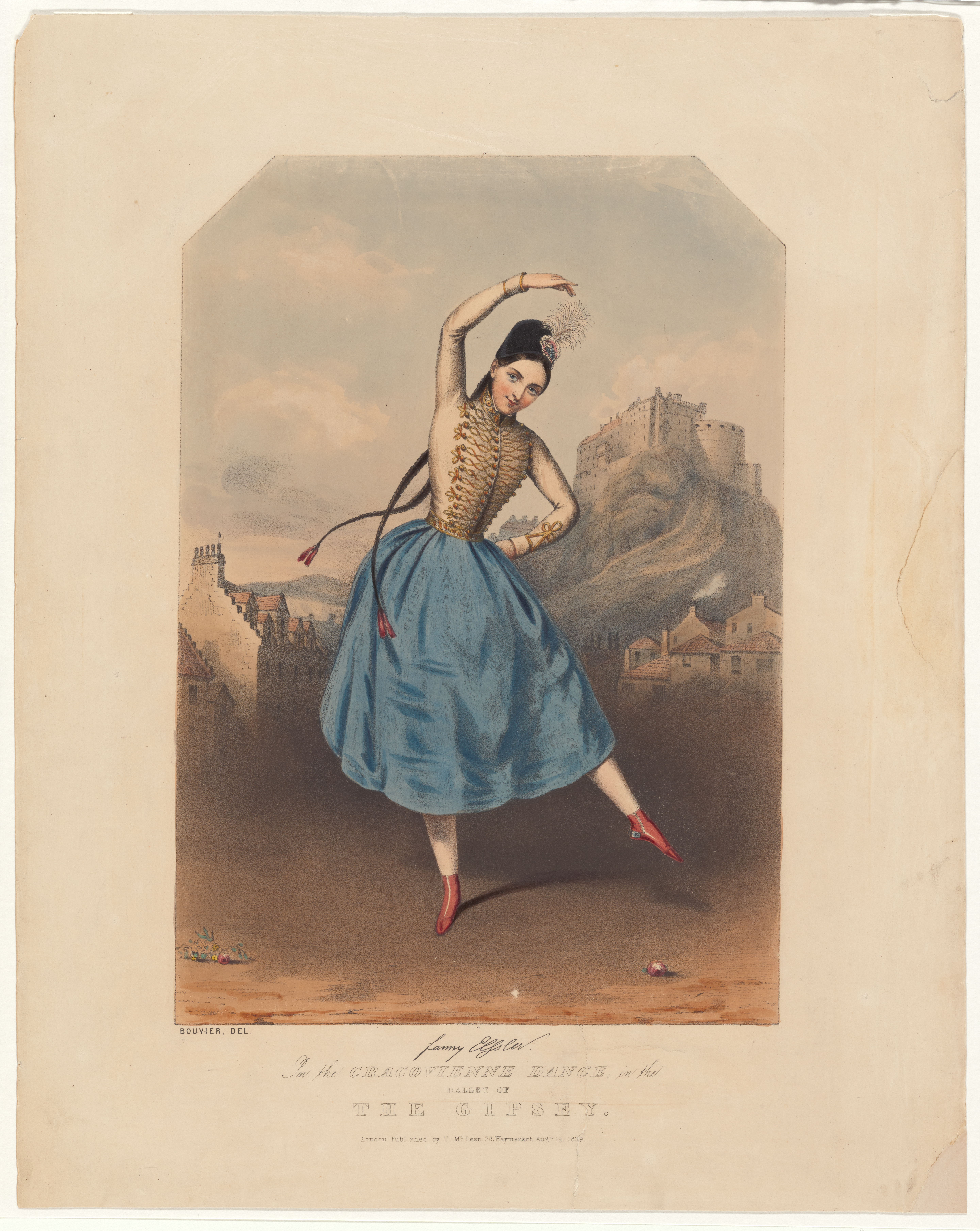
Fanny Elssler danza la Cracoviana del ballet La bohemia, 1839.

De vuelta en Europa, no se le permitió volver a actuar en París por incumplimiento de contrato, por lo que realizó más "giras artísticas" por Alemania, Inglaterra, Italia y hasta Rusia, donde fue particularmente célebre .

Elssler regresó a Europa en 1842, donde presentó nuevos ballets de Julio José Perrot en Viena, Berlín, Londres, Budapest, Milán, Bruselas, Dublín y Hamburgo, entre ellos: Pas de Deux (1843), estrenado en Londres por Elssler y Cerrito, Odeta, o La Demenza di Carlo VI (1847) y Fausto (1848), uno y otro para el Teatro de La Scala.
El 30 de marzo de 1843, hizo su primera aparición en Londres en el papel principal de Gisela - un papel recientemente creado originalmente por Carlota Grisi, cuyo gran fuerte estaba en los cuentos de hadas, etéreo figuras lay (similar a Marie Taglioni). Sin embargo, Giselle no fue uno de los papeles realmente grandes de Elßler, cuya interpretación en el 1.er acto (con la teatralmente exigente escena de la locura) fue unánimemente elogiada, pero en el segundo acto era más débil porque no le gustaban particularmente los seres fantasmales "sobrenaturales" (y probablemente porque no podía flotar sobre el escenario tan impecablemente on pointe  como Taglioni o gris). No obstante, siguió bailando Giselle en la siguiente temporada londinense, alternando con Grisi y en 1848 también en Rusia.
Uno de los papeles favoritos más admirados de Elssler en su última fase de su carrera fue el de la gitana Esmeralda en el ballet del mismo nombre, basado en El jorobado de Notre-Dame de Victor Hugo de Jules Perrot y Pugni. Elßler, también llamada "La Gitana", bailó este papel ya en 1844 en Londres en el King's Theatre y más tarde también en Milán y en Rusia, entre otros con Marius Petipa como socio, quien describió a Elssler como "inimitable en este papel", "todas las demás Esmeraldas que vi más tarde parecían solo copias débiles".

Elssler también bailó una y otra vez en Viena, donde tuvo su última aparición en el ballet Fausto en 1851.
En 1848 y 1850, estuvo en San Petersburgo y Moscú y popularizó la versión de La Fille mal Gardée, realizada por Charles-Louis Didelot. Elssler se despidió de Rusia con el ballet La Esmeralda, después de 103 representaciones en dos años, y del público europeo con Fausto, el 21 de junio de 1851 en Viena.
Después, aún en la plenitud de sus facultades, se retiró a la vida privada, primero a Hamburgo durante unos años y a partir de 1856 en Viena, donde vivió cómodamente gracias al dinero que había ganado como bailarina, siendo miembro venerado de la alta sociedad desde 1864 hasta su muerte en una casa de Seilerstät que ya no existe.
Fanny Elssler bailó hasta que ella tenía cuarenta y un años. Elssler murió en Viena el 27 de noviembre de 1884.

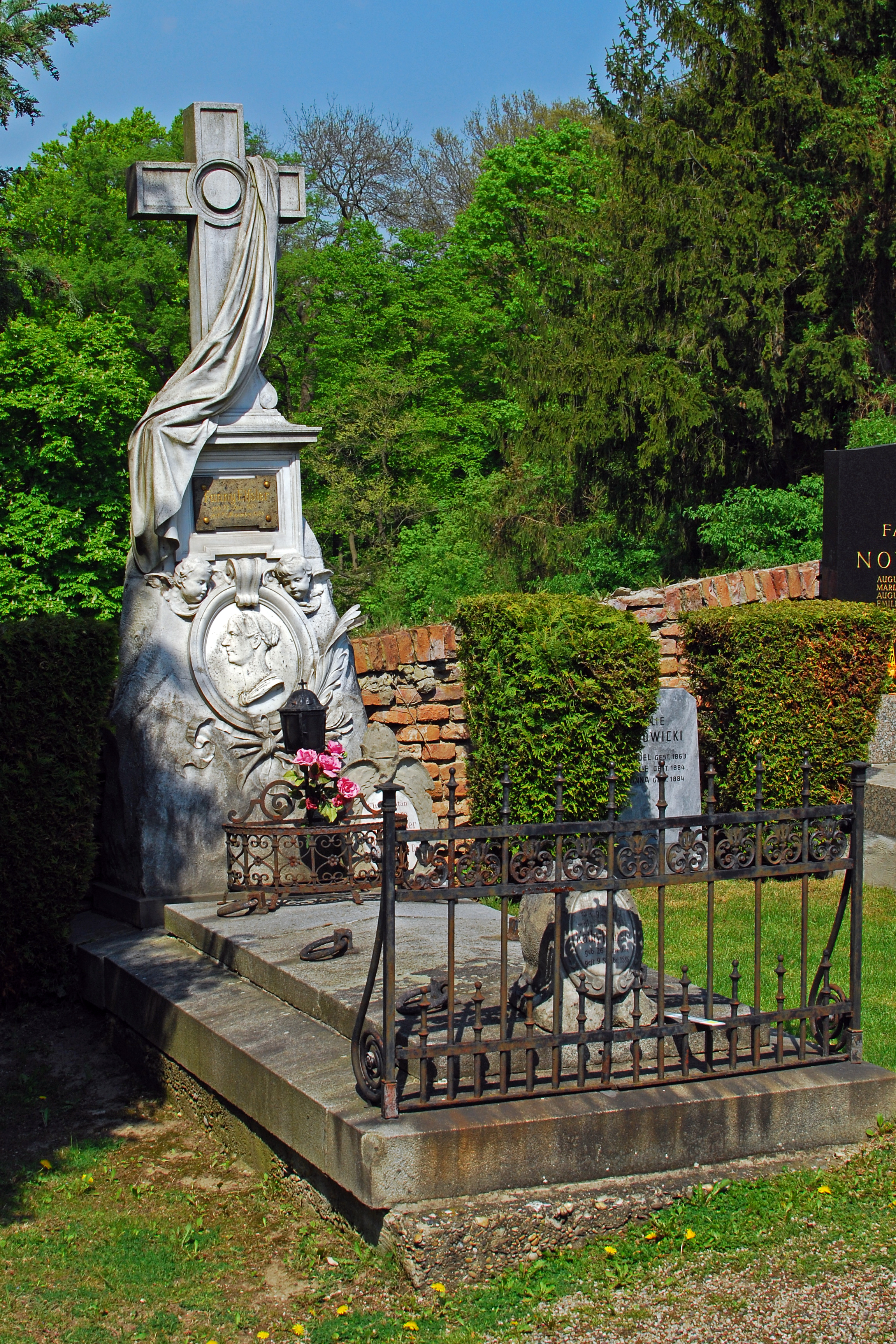
Tumba de Fanny Elssler en el cementerio de Hietzing.

## Obras relevantes
- La Cachucha, incluida en el ballet Le Diable Boiteaux  (El diablo cojuelo) (1836) y coreografiada por la propia Elssler.
- La Chatte métamorphosée en femme (1837), de Coralli.
- La Tarentule (La Tarántula) (1839), de Coralli.
- La Cracoviana, pieza perteneciente al ballet de Joseph Mazilier La Gypsy (1839).